# Dalry (North Ayrshire)
Pour les articles homonymes, voir Dalry.
Dalry est une petite ville située dans le North Ayrshire, en Écosse. En 2020 la population de Dalry est estimée à 5 250 habitants.